# Shim Eun-kyung
Shim Eun-kyung (sinh ngày 31 tháng 5 năm 1994) là một nữ diễn viên người Hàn Quốc. Cô từng vào vai chính trong nhiều phim truyền hình và phim điện ảnh, nổi bật trong số đó là các phim điện ảnh có doanh thu phòng vé cao như Sunny (2011) và Miss Granny (2014).

## Tiểu sử
Cha mẹ cô đã ly dị và Shim là con gái lớn nhất. Cô có hai em trai và một em gái. Sở thích của cô là nghe nhạc, đọc truyện tranh viễn tưởng và taekwondo. Cô là tay chơi trống trong ban nhạc Chick and Candy được cô cùng những người bạn thành lập.
Sau khi tốt nghiệp trường tiểu học Eonbuk và trường cấp 2 Cheongdam, năm 2010 Shim Eun-kyung tạm thời từ bỏ công việc diễn xuất để sang Mỹ, cô giải thích "Tôi chọn một nơi không có nhiều người Hàn Quốc và đã quyết định chọn một trường trung học ở Pittsburgh. Mục tiêu là học tập nhưng tôi cũng chọn nơi này bởi tôi đã lớn lên một cách mệt mỏi về cả thể chất và tinh thần khi đóng phim từ lúc còn nhỏ." Cô hiện đang theo học tại trường Professional Children's School. Cô có bạn tốt là Na Eun (Apink)

## Phim đã tham gia

### Điện ảnh
| Year | Tên                     | Vai diễn          | Notes         |
| ---- | ----------------------- | ----------------- | ------------- |
| 2004 | Thomas Ahn Jung-geun    |                   |               |
| 2007 | Hansel and Gretel       | Kim Young-hee     |               |
| 2009 | Possessed               | So-jin            |               |
| 2010 | A Night on Earth        |                   | short film    |
| 2010 | Happy Killers           | Kim Ha-rin        |               |
| 2010 | The Quiz Show Scandal   | Kim Yeo-na        |               |
| 2011 | Earth Rep Rolling Stars | Soo-ji (voice)    | animated film |
| 2011 | Sunny                   | young Im Na-mi    |               |
| 2011 | Thiên đường lãng mạn    | young Kim Boon-yi |               |
| 2012 | Hoàng đế giả mạo        | Cung nữ Sa-wol    |               |
| 2014 | Miss Granny             | Oh Doo-ri         |               |
| 2015 | Seoul Station           |                   | animated film |
| 2017 | Fabricated City         | Yeo-Wool          | Film i VN     |

### Truyền hình
| Year | Tên                             | Vai diễn                          | Network | Notes      |
| ---- | ------------------------------- | --------------------------------- | ------- | ---------- |
| 2004 | Jang Gil-san                    | young Bong-soon                   | SBS     |            |
| 2004 | The Woman Who Wants to Marry    | young Lee Shin-young              | MBC     |            |
| 2004 | Sweet Buns                      | young Han Ka-ran                  | MBC     |            |
| 2005 | That Summer's Typhoon           | young Kang Soo-min                | SBS     |            |
| 2005 | I Love You, My Enemy            | Kim Ga-ram                        | SBS     |            |
| 2005 | Emperor of the Sea              | young student under Lady Jung-hwa | KBS2    | uncredited |
| 2005 | Lovers in Prague                | student                           | SBS     | uncredited |
| 2006 | Drama City "Kkot-nim-yi"        | Kkot-nim-yi                       | KBS2    | [ 4 ]      |
| 2006 | 641 Family                      | Jin Dal-rae                       | KBS2    |            |
| 2006 | Hoàng Chân Y                    | Hoàng Chân Y thuở nhỏ             | KBS2    |            |
| 2007 | Huyền thoại                     | Sujini thuở nhỏ                   | MBC     |            |
| 2008 | Women of the Sun                | young Shin Do-young               | KBS2    |            |
| 2009 | Kyung-sook, Kyung-sook's Father | Jo Kyung-sook                     | KBS2    |            |
| 2009 | Tae-hee, Hye-kyo, Ji-hyun       | Shim Eun-kyung                    | MBC     |            |
| 2010 | Merchant Kim Man-deok           | young Kim Man-deok                | KBS1    |            |
| 2010 | Thằng tồi                       | Moon Won-in                       | SBS     |            |

## Đĩa nhạc
| Year | Song title | From the Album    | Notes                   |
| ---- | ---------- | ----------------- | ----------------------- |
| 2010 | "Fly High" | Happy Killers OST | duet with Kim Dong-wook |

## Vinh danh
| Year | Giải                        | Hạng mục                | Nominated work            | Kết quả   |
| ---- | --------------------------- | ----------------------- | ------------------------- | --------- |
| 2006 | KBS Drama Awards            | Best Young Actress      | Hwang Jin-yi, Kkot-nim-yi | Đoạt giải |
| 2008 | KBS Drama Awards            | Best Young Actress      | Women of the Sun          | Đoạt giải |
| 2011 | 47th Baeksang Arts Awards   | Best New Actress        | Happy Killers             | Đề cử     |
| 2011 | 48th Grand Bell Awards      | Best Supporting Actress | Romantic Heaven           | Đoạt giải |
| 2012 | 48th Baeksang Arts Awards   | Best Actress            | Sunny                     | Đề cử     |
| 2014 | 19th Chunsa Film Art Awards | Best Actress            | Miss Granny               | Đoạt giải |
| 2014 | 50th Baeksang Arts Awards   | Best Actress            | Miss Granny               | Đoạt giải |

## Liên kết
- Shim Eun-kyung trên HanCinema
- Shim Eun-kyung tại Korean Movie Database
- Shim Eun-kyung trên IMDb
- Thời của Shim Eun-kyung Lưu trữ ngày 25 tháng 7 năm 2014 tại Wayback Machine